# Diecezja Jericó

Mapa diecezji

Diecezja Jericó (łac. Dioecesis Dioecesis Iericoënsis, hisz. Diócesis de Jericó) – rzymskokatolicka diecezja w Kolumbii. Biskup Jericó jest sufraganem arcybiskupa Medellín.

## Historia
29 stycznia 1915 roku papież Benedykt XV mocą konstytucji apostolskiej Universi Dominici Gregis erygował diecezje Jericó. Dotychczas wierni z tych terenów należeli do archidiecezji Medellín.

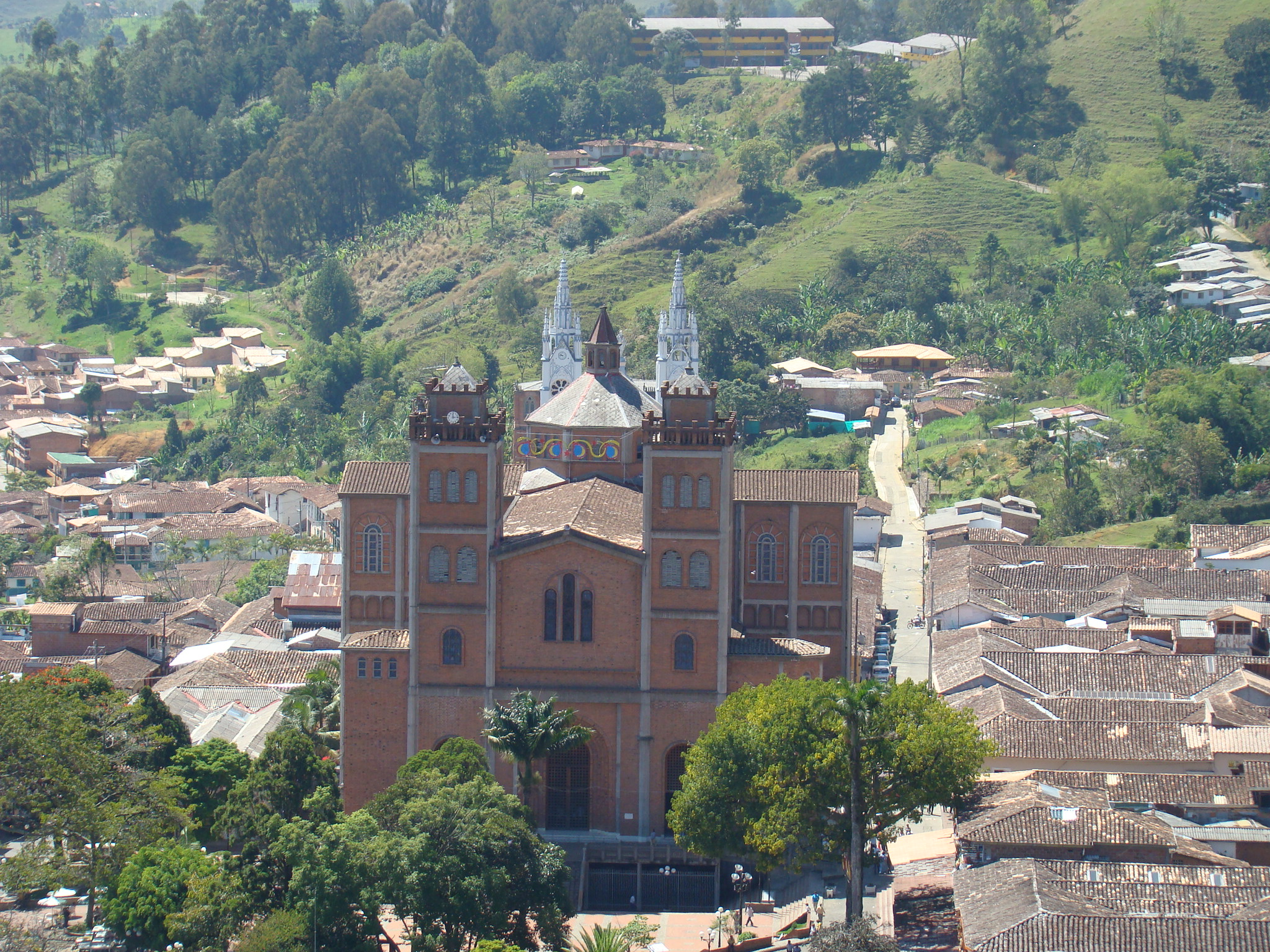
Katedra w Jericó

## Ordynariusze
- Antonio José Jaramillo Tobón(inne języki) (1942 - 1960)
- Augusto Trujillo Arango (1960 - 1970)
- Juan Eliseo Mojica Oliveros (1970 - 1977)
- Augusto Aristizábal Ospina(inne języki) (1977 - 2003)
- José Roberto López Londoño (2003 - 2013)
- Noel Antonio Londoño Buitrago, CSsR (od 2013)